# Angel of Babylon
Angel of Babylon — пятый полноформатный альбом проекта Avantasia вокалиста группы Edguy Тобиаса Заммета, выпущен 3 апреля 2010 года одновременно с альбомом The Wicked Symphony. В записи приняли участие музыканты из многих известных рок-групп, таких как Masterplan, Symphony X, Magnum и других. Сюжет Angel of Babylon завершает историю, начатую в The Scarecrow и The Wicked Symphony, о судьбе одинокого человека-«пугала», страдающего от безответной любви и терзаемого внутренними демонами.

## Список композиций
Слова и музыка всех песен — Тобиас Заммет.
| №                   | Название                  | Длительность |
| ------------------- | ------------------------- | ------------ |
| 1.                  | «Stargazers»              | 9:33         |
| 2.                  | «Angel Of Babylon»        | 5:29         |
| 3.                  | «Your Love Is Evil»       | 3:53         |
| 4.                  | «Death Is Just A Feeling» | 5:21         |
| 5.                  | «Rat Race»                | 4:07         |
| 6.                  | «Down In The Dark»        | 4:23         |
| 7.                  | «Blowing Out The Flame»   | 4:51         |
| 8.                  | «Symphony Of Life»        | 4:30         |
| 9.                  | «Alone I Remember»        | 4:48         |
| 10.                 | «Promised Land»           | 4:47         |
| 11.                 | «Journey To Arcadia»      | 7:12         |
| Общая длительность: | Общая длительность:       | 58:54        |

## Над диском работали

### В ролях
- Тобиас Заммет — Композитор/Пугало (все треки, кроме 8)
- Йорн Ланде — Мефистофель (треки 1, 2, 5, 6, 9, 10)
- Михаэль Киске — Наставник композитора (трек 1)
- Рассел Аллен — Вдохновение (треки 1, 11)
- Оливер Хартманн — Блуд (трек 1)
- Боб Кейтли — Добрый Дух (трек 11)
- Джон Олива — Сумасшедший призрак (трек 4)
- Клауди Йанг — Другое «Пугало» (трек 8)

### Музыканты
- Тобиас Заммет — бас-гитара, лидер-вокал
- Саша Пэт — гитара
- Эрик Сингер — ударные
- Майкл Роденберг — клавишные, оркестровки
- Йэнс Юханссон — клавишные (трек 2)
- Брюс Кулик — гитара (треки 1, 5, 11)
- Оливер Хартманн — гитара (треки 1, 2, 3)
- Хеньо Рихтер — гитара (трек 10)
- Феликс Бохнке — ударные (треки 1, 5, 9 11)
- Алекс Хользварт — ударные (треки 1, 2, 3, 11)
- Саймон Оберендер — орган (трек 9)